# Мисьленцин (Великопольське воєводство)
Мисьленцин (пол. Myślęcin) — село в Польщі, у гміні Лубово Гнезненського повіту Великопольського воєводства.
Населення — 97 осіб (2011).
У 1975-1998 роках село належало до Познанського воєводства.

## Демографія
Демографічна структура станом на 31 березня 2011 року:
|          | Загалом | Допрацездатний вік | Працездатний вік | Постпрацездатний вік |
| -------- | ------- | ------------------ | ---------------- | -------------------- |
| Чоловіки | 48      | 14                 | 32               | 2                    |
| Жінки    | 49      | 10                 | 31               | 8                    |
| Разом    | 97      | 24                 | 63               | 10                   |